# Rubus grabowskii
Rubus grabowskii — вид квіткових рослин родини трояндових (Rosaceae).

## Біоморфологічна характеристика
Rubus grabowski — це листопадний кущ, який щороку дає скупчення колючих, дугових, дворічних стебел від деревної основи. Рослина може досягати 150 см у висоту. Стебла лише випускають листя, але не цвітуть у перший рік росту. На другий рік гілки дають квітки, а потім відмирають після плодоношення.

## Поширення
Поширення: Німеччина, Польща, Австрія, Бельгія, Люксембург, Чехія, Данія, +Фінляндія, Франція, Швейцарія, Нідерланди, Угорщина, ?пн.-зх. Італія, Норвегія, Словаччина, ?Румунія, Словенія, Швеція, зх. Україна.
В Україні росте в Закарпатській та Львівській областях; раніше для України наводився як R. candicans Weihe ex Rchb. або R. thyrsoideus Wimm..

## Використання
Рослина збирається з дикої природи для місцевого використання для їжі.